# Schwimmeuropameisterschaften 2022
| Medaillenspiegel | Medaillenspiegel        | Medaillenspiegel | Medaillenspiegel | Medaillenspiegel | Medaillenspiegel |
| Platz            | Land                    | G                | S                | B                | Gesamt           |
| ---------------- | ----------------------- | ---------------- | ---------------- | ---------------- | ---------------- |
| 1                | Italien                 | 24               | 24               | 19               | 67               |
| 2                | Großbritannien          | 10               | 8                | 9                | 27               |
| 3                | Ukraine                 | 10               | 6                | 1                | 17               |
| 4                | Deutschland             | 6                | 2                | 7                | 15               |
| 5                | Ungarn                  | 5                | 8                | 3                | 16               |
| 6                | Niederlande             | 5                | 1                | 6                | 12               |
| 7                | Schweden                | 4                | 2                | 2                | 8                |
| 8                | Frankreich              | 3                | 8                | 10               | 21               |
| 9                | Rumänien                | 3                | 1                | –                | 4                |
| 10               | Schweiz                 | 1                | 4                | –                | 5                |
| 11               | Griechenland            | 1                | 1                | 2                | 4                |
| 12               | Litauen                 | 1                | –                | 3                | 4                |
| 13               | Bosnien und Herzegowina | 1                | –                | 1                | 2                |
| 14               | Israel                  | 1                | –                | –                | 1                |
| 15               | Spanien                 | –                | 5                | –                | 5                |
| 16               | Österreich              | –                | 2                | 4                | 6                |
| 17               | Polen                   | –                | 1                | 1                | 2                |
| 18               | Dänemark                | –                | 1                | –                | 1                |
|                  | Finnland                | –                | 1                | –                | 1                |
| 20               | Portugal                | –                | –                | 3                | 3                |
| 21               | Slowakei                | –                | –                | 2                | 2                |
| 22               | Serbien                 | –                | –                | 1                | 1                |
|                  | Türkei                  | –                | –                | 1                | 1                |
| Gesamt           | Gesamt                  | 75               | 75               | 75               | 225              |

Die 36. Schwimmeuropameisterschaften fanden vom 11. bis zum 21. August 2022 in der italienischen Hauptstadt Rom statt. Der Europäische Schwimmverband (LEN) gab Anfang Dezember 2019 den Veranstaltungsort bekannt. Rom ist nach den Europameisterschaften 1983 zum zweiten Mal Austragungsort der Schwimmeuropameisterschaften. Die Bewerbung wurde von der italienischen Regierung, der Stadt Rom und der Region Latium unterstützt. Die Hauptaustragungsstätte war der Complesso natatorio im Foro Italico mit den Schwimmwettkämpfen im Becken. Weitere Wettkämpfe fanden im Centro Federale Unipol BluStadium in Pietralata im Nordosten der Stadt sowie im Polo Acquatico „Frecciarossa“ im Vorort Ostia statt. Die Wettkämpfe im Freiwasserschwimmen wurden an der Küste von Ostia ausgetragen. Erstmals gab es auch Wettbewerbe im Klippenspringen.
Die Schwimmeuropameisterschaften fanden zeitgleich mit den European Championships 2022 in München statt, waren aber im Gegensatz zur ersten Austragung nicht Teil der European Championships.

## Beckenschwimmen

### Männer

#### Freistil
| Platz | Athlet             | Land           | Zeit    |
| ----- | ------------------ | -------------- | ------- |
| 1     | Ben Proud          | Großbritannien | 21,58 s |
| 2     | Leonardo Deplano   | Italien        | 21,60 s |
| 3     | Kristian Gkolomeev | Griechenland   | 21,75 s |
| 4     | Paweł Juraszek     | Polen          | 21,78 s |
| 5     | Maxime Grousset    | Frankreich     | 21,87 s |
| 6     | Thom de Boer       | Niederlande    | 21,90 s |
| 7     | Lorenzo Zazzeri    | Italien        | 21,90 s |
| 8     | Wladyslaw Buchow   | Ukraine        | 22,19 s |

| Platz | Athlet             | Land           | Zeit         |
| ----- | ------------------ | -------------- | ------------ |
| 1     | David Popovici     | Rumänien       | 46,86 s (WR) |
| 2     | Kristóf Milák      | Ungarn         | 47,47 s      |
| 3     | Alessandro Miressi | Italien        | 47,63 s      |
| 4     | Maxime Grousset    | Frankreich     | 47,78 s      |
| 5     | Nándor Németh      | Ungarn         | 48,01 s      |
| 6     | Lorenzo Zazzeri    | Italien        | 48,10 s      |
| 7     | Thomas Dean        | Großbritannien | 48,23 s      |
| 8     | Andrej Barna       | Serbien        | 48,38 s      |

| Platz | Athlet           | Land         | Zeit             |
| ----- | ---------------- | ------------ | ---------------- |
| 1     | David Popovici   | Rumänien     | 1:42,97 min (CR) |
| 2     | Antonio Djakovic | Schweiz      | 1:45,60 min      |
| 3     | Felix Auböck     | Österreich   | 1:45,89 min      |
| 4     | Marco De Tullio  | Italien      | 1:46,37 min      |
| 5     | Danas Rapšys     | Litauen      | 1:46,48 min      |
| 6     | Stefano Di Cola  | Italien      | 1:46,74 min      |
| 7     | Lukas Märtens    | Deutschland  | 1:46,80 min      |
| 8     | Dimitrios Markos | Griechenland | 1:48,05 min      |

| Platz | Athlet              | Land        | Zeit             |
| ----- | ------------------- | ----------- | ---------------- |
| 1     | Lukas Märtens       | Deutschland | 3:42,50 min (CR) |
| 2     | Antonio Djakovic    | Schweiz     | 3:43,93 min      |
| 3     | Henning Mühlleitner | Deutschland | 3:44,53 min      |
| 4     | Felix Auböck        | Österreich  | 3:45,76 min      |
| 5     | Lorenzo Galossi     | Italien     | 3:46,94 min      |
| 6     | Joris Bouchaut      | Frankreich  | 3:47,20 min      |
| 7     | Gabriele Detti      | Italien     | 3:47,34 min      |
| 8     | Henrik Christiansen | Norwegen    | 3:50,30 min      |

| Platz | Athlet               | Land        | Zeit             |
| ----- | -------------------- | ----------- | ---------------- |
| 1     | Gregorio Paltrinieri | Italien     | 7:40,86 min (CR) |
| 2     | Lukas Märtens        | Deutschland | 7:42,65 min      |
| 3     | Lorenzo Galossi      | Italien     | 7:43,37 min      |
| 4     | Mychajlo Romantschuk | Ukraine     | 7:45,03 min      |
| 5     | Sven Schwarz         | Deutschland | 7:47,36 min      |
| 6     | Damien Joly          | Frankreich  | 7:48,82 min      |
| 7     | Joris Bouchaut       | Frankreich  | 7:50,69 min      |
| 8     | Victor Johansson     | Schweden    | 7:54,51 min      |

| Platz | Athlet               | Land        | Zeit         |
| ----- | -------------------- | ----------- | ------------ |
| 1     | Mychajlo Romantschuk | Ukraine     | 14:36,10 min |
| 2     | Gregorio Paltrinieri | Italien     | 14:39,79 min |
| 3     | Damien Joly          | Frankreich  | 14:50,86 min |
| 4     | Domenico Acerenza    | Italien     | 14:56,15 min |
| 5     | Florian Wellbrock    | Deutschland | 15:02,51 min |
| 6     | Carlos Garach        | Deutschland | 15:05,11 min |
| 7     | Henrik Christiansen  | Norwegen    | 15:07,98 min |
| 8     | Oliver Klemet        | Deutschland | 15:10,57 min |

#### Rücken
| Platz | Athlet               | Land         | Zeit    |
| ----- | -------------------- | ------------ | ------- |
| 1     | Apostolos Christou   | Griechenland | 24,36 s |
| 2     | Thomas Ceccon        | Italien      | 24,40 s |
| 3     | Ole Braunschweig     | Deutschland  | 24,68 s |
| 4     | Michael Laitarovsky  | Israel       | 24,75 s |
| 5     | Michele Lamberti     | Italien      | 24,85 s |
| 6     | Kacper Stokowski     | Polen        | 24,99 s |
| 7     | Yohann Ndoye Brouard | Frankreich   | 25,06 s |
| 8     | Tomasz Polewka       | Polen        | 25,08 s |

| Platz | Athlet               | Land         | Zeit    |
| ----- | -------------------- | ------------ | ------- |
| 1     | Thomas Ceccon        | Italien      | 52,21 s |
| 2     | Apostolos Christou   | Griechenland | 52,24 s |
| 3     | Yohann Ndoye Brouard | Frankreich   | 52,92 s |
| 4     | Roman Mityukov       | Schweiz      | 53,55 s |
| 5     | João Costa           | Portugal     | 54,01 s |
| 6     | Ksawery Masiuk       | Polen        | 54,05 s |
| 7     | Ole Braunschweig     | Deutschland  | 54,25 s |
| 8     | Mewen Tomac          | Frankreich   | 54,79 s |

| Platz | Athlet               | Land           | Zeit        |
| ----- | -------------------- | -------------- | ----------- |
| 1     | Yohann Ndoye Brouard | Frankreich     | 1:55,62 min |
| 2     | Benedek Kovács       | Ungarn         | 1:56,03 min |
| 3     | Luke Greenbank       | Großbritannien | 1:56,15 min |
| 4     | Roman Mityukov       | Schweiz        | 1:56,45 min |
| 5     | Matteo Restivo       | Italien        | 1:57,30 min |
| 6     | Lorenzo Mora         | Italien        | 1:57,43 min |
| 7     | Mewen Tomac          | Frankreich     | 1:57,71 min |
| 8     | Hubert Kós           | Ungarn         | 1:57,84 min |

#### Brust
| Platz | Athlet               | Land        | Zeit    |
| ----- | -------------------- | ----------- | ------- |
| 1     | Nicolò Martinenghi   | Italien     | 26,33 s |
| 2     | Simone Cerasuolo     | Italien     | 26,95 s |
| 3     | Lucas Matzerath      | Deutschland | 27,11 s |
| 4     | Valentin Bayer       | Österreich  | 27,19 s |
| 5     | Olli Kokko           | Finnland    | 27,26 s |
| 6     | Bernhard Reitshammer | Österreich  | 27,29 s |
| 7     | Wolodymyr Lissowez   | Ukraine     | 27,59 s |
| 8     | Peter John Stevens   | Slowenien   | 27,74 s |

| Platz | Athlet               | Land           | Zeit        |
| ----- | -------------------- | -------------- | ----------- |
| 1     | Nicolò Martinenghi   | Italien        | 58,26 s     |
| 2     | Federico Poggio      | Italien        | 58,98 s     |
| 3     | Andrius Šidlauskas   | Litauen        | 59,50 s     |
| 4     | Valentin Bayer       | Österreich     | 59,54 s     |
| 4     | James Wilby          | Großbritannien | 59,54 s     |
| 6     | Lucas Matzerath      | Deutschland    | 59,64 s     |
| 7     | Arno Kamminga        | Niederlande    | 59,68 s     |
| 8     | Bernhard Reitshammer | Österreich     | 1:00,12 min |

| Platz | Athlet             | Land           | Zeit        |
| ----- | ------------------ | -------------- | ----------- |
| 1     | James Wilby        | Großbritannien | 2:08,96 min |
| 2     | Matti Mattsson     | Finnland       | 2:09,40 min |
| 3     | Luca Pizzini       | Italien        | 2:09,97 min |
| 4     | Dawid Wiekiera     | Polen          | 2:10,27 min |
| 5     | Andrius Šidlauskas | Litauen        | 2:10,45 min |
| 6     | Anton Sveinn McKee | Island         | 2:10,96 min |
| 7     | Antoine Viquerat   | Frankreich     | 2:11,14 min |
| 8     | Matěj Zábojník     | Tschechien     | 2:12,27 min |

#### Schmetterling
| Platz | Athlet            | Land        | Zeit    |
| ----- | ----------------- | ----------- | ------- |
| 1     | Thomas Ceccon     | Italien     | 22,89 s |
| 2     | Maxime Grousset   | Frankreich  | 22,97 s |
| 3     | Diogo Ribeiro     | Portugal    | 23,07 s |
| 4     | Nyls Korstanje    | Niederlande | 23,10 s |
| 5     | Simon Bucher      | Österreich  | 23,12 s |
| 6     | Andrij Howorow    | Ukraine     | 23,18 s |
| 7     | Jossif Miladinow  | Bulgarien   | 23,41 s |
| 8     | Szebasztián Szabó | Ungarn      | 23,62 s |

| Platz | Athlet         | Land        | Zeit    |
| ----- | -------------- | ----------- | ------- |
| 1     | Kristóf Milák  | Ungarn      | 50,33 s |
| 2     | Noè Ponti      | Schweiz     | 50,87 s |
| 3     | Jakub Majerski | Polen       | 51,22 s |
| 4     | Hubert Kós     | Ungarn      | 51,33 s |
| 5     | Simon Bucher   | Österreich  | 51,44 s |
| 6     | Matteo Rivolta | Italien     | 51,68 s |
| 7     | Nyls Korstanje | Niederlande | 51,79 s |
| 8     | Diogo Ribeiro  | Portugal    | 52,28 s |

| Platz | Athlet                | Land    | Zeit        |
| ----- | --------------------- | ------- | ----------- |
| 1     | Kristóf Milák         | Ungarn  | 1:52,1 min  |
| 2     | Richárd Márton        | Ungarn  | 1:54,78 min |
| 3     | Alberto Razzetti      | Italien | 1:55,01 min |
| 4     | Giacomo Carini        | Italien | 1:55,17 min |
| 5     | Noè Ponti             | Schweiz | 1:55,26 min |
| 6     | Denys Kessil          | Ukraine | 1:55,80 min |
| 6     | Kregor Zirk           | Estland | 1:55,80 min |
| 8     | Krzysztof Chmielewski | Polen   | 1:56,43 min |

#### Lagen
| Platz | Athlet             | Land         | Zeit        |
| ----- | ------------------ | ------------ | ----------- |
| 1     | Hubert Kós         | Ungarn       | 1:57,72 min |
| 2     | Alberto Razzetti   | Italien      | 1:57,82 min |
| 3     | Gabriel Lopes      | Portugal     | 1:58,34 min |
| 4     | Jérémy Desplanches | Schweiz      | 1:58,89 min |
| 5     | Ron Polonsky       | Israel       | 1:59,24 min |
| 6     | Andreas Vazaios    | Griechenland | 1:59,55 min |
| 7     | Carles Coll        | Spanien      | 1:59,96 min |
| 8     | Wadym Naumenko     | Ukraine      | 2:01,61 min |

| Platz | Athlet                | Land        | Zeit        |
| ----- | --------------------- | ----------- | ----------- |
| 1     | Alberto Razzetti      | Italien     | 4:10,60 min |
| 2     | Dávid Verrasztó       | Ungarn      | 4:12,58 min |
| 3     | Pier Andrea Matteazzi | Italien     | 4:13,29 min |
| 4     | Hubert Kós            | Ungarn      | 4:13,77 min |
| 5     | Joan Lluís Pons       | Spanien     | 4:14,31 min |
| 6     | Thomas Jansen         | Niederlande | 4:18,42 min |
| 7     | Émilien Mattenet      | Frankreich  | 4:19,36 min |
| 8     | Richard Nagy          | Slowakei    | 4:22,98 min |

#### Staffel
| Platz | Athleten                                                         | Land           | Zeit        |
| ----- | ---------------------------------------------------------------- | -------------- | ----------- |
| 1     | Alessandro Miressi Thomas Ceccon Lorenzo Zazzeri Manuel Frigo    | Italien        | 3:10,50 min |
| 2     | Nándor Németh Szebasztián Szabó Dániel Mészáros Kristóf Milák    | Ungarn         | 3:12,43 min |
| 3     | Jacob Whittle Matthew Richards Thomas Dean Edward Mildred        | Großbritannien | 3:12,70 min |
| 4     | Sergio de Celis Luis Domínguez Mario Mollá Carles Coll           | Spanien        | 3:13,73 min |
| 5     | Stan Pijnenburg Jesse Puts Luc Kroon Sean Niewold                | Niederlande    | 3:15,75 min |
| 6     | Wladyslaw Buchow Serhij Schewzow Illja Lynnyk Walentyn Nesterkin | Ukraine        | 3:15,94 min |
| 7     | Ksawery Masiuk Kamil Sieradzki Konrad Czerniak Karol Ostrowski   | Polen          | 3:15,97 min |
| 8     | Maxime Grousset Guillaume Guth Charles Rihoux Hadrien Salvan     | Frankreich     | DSQ         |

| Platz | Athleten                                                       | Land           | Zeit        |
| ----- | -------------------------------------------------------------- | -------------- | ----------- |
| 1     | Nándor Németh Richárd Márton Balázs Holló Kristóf Milák        | Ungarn         | 7:05,38 min |
| 2     | Marco De Tullio Lorenzo Galossi Gabriele Detti Stefano Di Cola | Italien        | 7:06,25 min |
| 3     | Hadrien Salvan Wissam-Amazigh Yebba Enzo Tesic Roman Fuchs     | Frankreich     | 7:06,97 min |
| 4     | Antonio Djakovic Nils Liess Noè Ponti Roman Mityukov           | Schweiz        | 7:08,26 min |
| 5     | Denis Loktev Daniel Namir Bar Soloveychik Ron Polonsky         | Israel         | 7:11,98 min |
| 6     | Matthew Richards Kieran Bird Jacob Whittle Thomas Dean         | Großbritannien | 7:12,38 min |
| 7     | Lukas Märtens Poul Zellmann Henning Mühlleitner Timo Sorgius   | Deutschland    | 7:13,58 min |
| 8     | Robin Hanson Victor Johansson Marcus Holmquist Elias Persson   | Schweden       | 7:18,73 min |

| Platz | Athleten                                                              | Land           | Zeit             |
| ----- | --------------------------------------------------------------------- | -------------- | ---------------- |
| 1     | Thomas Ceccon Nicolò Martinenghi Matteo Rivolta Alessandro Miressi    | Italien        | 3:28,46 min (CR) |
| 2     | Yohann Ndoye-Brouard Antoine Viquerat Clément Secchi Maxime Grousset  | Frankreich     | 3:32,50 min      |
| 3     | Bernhard Reitshammer Valentin Bayer Simon Bucher Heiko Gigler         | Österreich     | 3:33,28 min      |
| 4     | Luke Greenbank James Wilby Edward Mildred Thomas Dean                 | Großbritannien | 3:33,60 min      |
| 5     | Ksawery Masiuk Dawid Wiekiera Jakub Majerski Karol Ostrowski          | Polen          | 3:34,16 min      |
| 6     | Oleksandr Scheltjakow Wolodymyr Lissowez Denys Kessil Serhij Schewzow | Ukraine        | 3:34,66 min      |
| 7     | Ole Braunschweig Lucas Matzerath Björn Kammann Peter Varjasi          | Deutschland    | 3:35,65 min      |
| 8     | Nicolás García Carles Coll Mario Mollá Sergio de Celis                | Spanien        | 3:37,25 min      |

### Frauen

#### Freistil
| Platz | Athletin          | Land           | Zeit    |
| ----- | ----------------- | -------------- | ------- |
| 1     | Sarah Sjöström    | Schweden       | 23,91 s |
| 2     | Katarzyna Wasick  | Polen          | 24,20 s |
| 3     | Valerie van Roon  | Niederlande    | 24,64 s |
| 4     | Tessa Giele       | Niederlande    | 24,74 s |
| 5     | Silvia Di Pietro  | Italien        | 24,77 s |
| 6     | Béryl Gastaldello | Frankreich     | 24,82 s |
| 7     | Anna Hopkin       | Großbritannien | 24,87 s |
| 8     | Julie Kepp Jensen | Dänemark       | 25,18 s |

| Platz | Athletin           | Land           | Zeit    |
| ----- | ------------------ | -------------- | ------- |
| 1     | Marrit Steenbergen | Niederlande    | 53,24 s |
| 2     | Charlotte Bonnet   | Frankreich     | 53,62 s |
| 3     | Freya Anderson     | Großbritannien | 53,63 s |
| 4     | Chiara Tarantino   | Italien        | 54,13 s |
| 5     | Silvia Di Pietro   | Italien        | 54,18 s |
| 6     | Janja Šegel        | Slowenien      | 54,48 s |
| 7     | Béryl Gastaldello  | Frankreich     | 54,83 s |
| 8     | Maria Ugolkova     | Schweiz        | 54,92 s |

| Platz | Athletin            | Land           | Zeit        |
| ----- | ------------------- | -------------- | ----------- |
| 1     | Marrit Steenbergen  | Niederlande    | 1:56,36 min |
| 2     | Freya Anderson      | Großbritannien | 1:56,52 min |
| 3     | Isabel Gose         | Deutschland    | 1:57,09 min |
| 4     | Janja Šegel         | Slowenien      | 1:57,51 min |
| 5     | Katja Fain          | Slowenien      | 1:57,68 min |
| 6     | Aleksandra Polańska | Polen          | 1:58,40 min |
| 7     | Charlotte Bonnet    | Frankreich     | 1:58,77 min |
| 8     | Nikolett Pádár      | Ungarn         | 1:58,87 min |

| Platz | Athletin            | Land        | Zeit        |
| ----- | ------------------- | ----------- | ----------- |
| 1     | Isabel Gose         | Deutschland | 4:04,13 min |
| 2     | Simona Quadarella   | Italien     | 4:04,77 min |
| 3     | Ajna Késely         | Ungarn      | 4:08,00 min |
| 4     | Bettina Fábián      | Ungarn      | 4:08,63 min |
| 5     | Katja Fain          | Slowenien   | 4:08,70 min |
| 6     | Antonietta Cesarano | Italien     | 4:10,19 min |
| 7     | Valentine Dumont    | Belgien     | 4:10,51 min |
| 8     | Julia Mrozinski     | Deutschland | 4:11,32 min |

| Platz | Athletin            | Land        | Zeit        |
| ----- | ------------------- | ----------- | ----------- |
| 1     | Simona Quadarella   | Italien     | 8:20,54 min |
| 2     | Isabel Gose         | Deutschland | 8:22,01 min |
| 3     | Merve Tuncel        | Türkei      | 8:24,33 min |
| 4     | Deniz Ertan         | Türkei      | 8:24,91 min |
| 5     | Martina Caramignoli | Italien     | 8:31,30 min |
| 6     | Tamila Holub        | Portugal    | 8:36,36 min |
| 7     | Paula Otero         | Spanien     | 8:36,51 min |
| 8     | Leonie Beck         | Deutschland | 8:39,04 min |

| Platz | Athletin                   | Land     | Zeit         |
| ----- | -------------------------- | -------- | ------------ |
| 1     | Simona Quadarella          | Italien  | 15:54,15 min |
| 2     | Viktória Mihályvári-Farkas | Ungarn   | 16:02,15 min |
| 3     | Martina Caramignoli        | Italien  | 16:12,39 min |
| 4     | Paula Otero                | Spanien  | 16:18,27 min |
| 5     | Tamila Holub               | Portugal | 16:18,64 min |
| 6     | Ángela Martínez            | Spanien  | 16:22,37 min |
| 7     | Diana Durães               | Portugal | 16:26,53 min |
| 8     | Alisée Pisane              | Belgien  | 16:37,34 min |

#### Rücken
| Platz | Athletin          | Land           | Zeit    |
| ----- | ----------------- | -------------- | ------- |
| 1     | Analia Pigrée     | Frankreich     | 27,27 s |
| 2     | Silvia Scalia     | Italien        | 27,53 s |
| 3     | Maaike de Waard   | Niederlande    | 27,54 s |
| 4     | Kira Toussaint    | Niederlande    | 27,73 s |
| 5     | Medi Harris       | Großbritannien | 27,90 s |
| 6     | Mary-Ambre Moluh  | Frankreich     | 27,95 s |
| 7     | Theodora Drakou   | Griechenland   | 28,11 s |
| 8     | Julie Kepp Jensen | Dänemark       | 28,54 s |

| Platz | Athletin            | Land           | Zeit        |
| ----- | ------------------- | -------------- | ----------- |
| 1     | Margherita Panziera | Italien        | 59,40 s     |
| 2     | Medi Harris         | Großbritannien | 59,46 s     |
| 3     | Kira Toussaint      | Niederlande    | 59,53 s     |
| 4     | Pauline Mahieu      | Frankreich     | 1:00,00 min |
| 5     | Silvia Scalia       | Italien        | 1:00,12 min |
| 6     | Emma Terebo         | Frankreich     | 1:00,40 min |
| 7     | Simona Kubová       | Tschechien     | 1:00,50 min |
| 8     | Maaike de Waard     | Niederlande    | 1:00,54 min |

| Platz | Athletin              | Land           | Zeit        |
| ----- | --------------------- | -------------- | ----------- |
| 1     | Margherita Panziera   | Italien        | 2:07,13 min |
| 2     | Katie Shanahan        | Großbritannien | 2:09,26 min |
| 3     | Dóra Molnár           | Ungarn         | 2:09,73 min |
| 4     | Eszter Szabó-Feltóthy | Ungarn         | 2:10,23 min |
| 5     | Camila Rebelo         | Portugal       | 2:11,03 min |
| 6     | África Zamorano       | Spanien        | 2:11,11 min |
| 7     | Laura Bernat          | Polen          | 2:11,14 min |
| 8     | Lena Grabowski        | Österreich     | 2:11,23 min |

#### Brust
| Platz | Athletin            | Land           | Zeit    |
| ----- | ------------------- | -------------- | ------- |
| 1     | Rūta Meilutytė      | Litauen        | 29,59 s |
| 2     | Benedetta Pilato    | Italien        | 29,71 s |
| 3     | Imogen Clark        | Großbritannien | 30,31 s |
| 4     | Arianna Castiglioni | Italien        | 30,43 s |
| 5     | Veera Kivirinta     | Finnland       | 30,86 s |
| 6     | Sophie Hansson      | Schweden       | 31,02 s |
| 7     | Mona McSharry       | Irland         | 31,15 s |
| 8     | Florine Gaspard     | Belgien        | 31,46 s |

| Platz | Athletin            | Land           | Zeit        |
| ----- | ------------------- | -------------- | ----------- |
| 1     | Benedetta Pilato    | Italien        | 1:05,97 min |
| 2     | Lisa Angiolini      | Italien        | 1:06,34 min |
| 3     | Rūta Meilutytė      | Litauen        | 1:06,50 min |
| 4     | Kotryna Teterevkova | Litauen        | 1:06,61 min |
| 5     | Mona McSharry       | Irland         | 1:07,14 min |
| 6     | Sophie Hansson      | Schweden       | 1:07,31 min |
| 7     | Tes Schouten        | Niederlande    | 1:07,66 min |
| 8     | Kara Hanlon         | Großbritannien | 1:08,08 min |

| Platz | Athletin            | Land       | Zeit        |
| ----- | ------------------- | ---------- | ----------- |
| 1     | Lisa Mamié          | Schweiz    | 2:23,27 min |
| 2     | Martina Carraro     | Italien    | 2:23,64 min |
| 3     | Kotryna Teterevkova | Litauen    | 2:24,16 min |
| 4     | Thea Blomsterberg   | Dänemark   | 2:25,57 min |
| 5     | Kristýna Horská     | Tschechien | 2:26,07 min |
| 6     | Francesca Fangio    | Italien    | 2:26,79 min |
| 7     | Mona McSharry       | Irland     | 2:26,96 min |
| 8     | Jessica Vall        | Spanien    | 2:27,19 min |

#### Schmetterling
| Platz | Athletin        | Land         | Zeit    |
| ----- | --------------- | ------------ | ------- |
| 1     | Sarah Sjöström  | Schweden     | 24,96 s |
| 2     | Marie Wattel    | Frankreich   | 25,33 s |
| 3     | Maaike de Waard | Niederlande  | 25,62 s |
| 4     | Anna Doudounaki | Griechenland | 25,83 s |
| 5     | Louise Hansson  | Schweden     | 25,91 s |
| 6     | Paulina Peda    | Polen        | 26,01 s |
| 7     | Kim Busch       | Niederlande  | 26,35 s |
| 7     | Anna Dowgiert   | Polen        | 26,35 s |

| Platz | Athletin          | Land                    | Zeit    |
| ----- | ----------------- | ----------------------- | ------- |
| 1     | Louise Hansson    | Schweden                | 56,66 s |
| 2     | Marie Wattel      | Frankreich              | 56,80 s |
| 3     | Lana Pudar        | Bosnien und Herzegowina | 57,27 s |
| 4     | Angelina Köhler   | Deutschland             | 57,90 s |
| 5     | Anna Doudounaki   | Griechenland            | 57,91 s |
| 6     | Ilaria Bianchi    | Italien                 | 58,34 s |
| 7     | Keanna MacInnes   | Großbritannien          | 58,68 s |
| 8     | Roos Vanotterdijk | Belgien                 | 58,74 s |

| Platz | Athletin              | Land                    | Zeit        |
| ----- | --------------------- | ----------------------- | ----------- |
| 1     | Lana Pudar            | Bosnien und Herzegowina | 2:06,81 min |
| 2     | Helena Rosendahl Bach | Dänemark                | 2:07,30 min |
| 3     | Ilaria Cusinato       | Italien                 | 2:07,77 min |
| 4     | Laura Stephens        | Großbritannien          | 2:08,47 min |
| 5     | Zsuzsanna Jakabos     | Ungarn                  | 2:09,03 min |
| 6     | Keanna MacInnes       | Großbritannien          | 2:09,59 min |
| 7     | Ana Montero           | Portugal                | 2:10,79 min |
| 8     | Antonella Crispino    | Italien                 | 2:10,97 min |

#### Lagen
| Platz | Athletin           | Land           | Zeit        |
| ----- | ------------------ | -------------- | ----------- |
| 1     | Anastasia Gorbenko | Israel         | 2:10,92 min |
| 2     | Marrit Steenbergen | Niederlande    | 2:11,14 min |
| 3     | Sara Franceschi    | Italien        | 2:11,38 min |
| 4     | Katie Shanahan     | Großbritannien | 2:12,29 min |
| 5     | Kristýna Horská    | Tschechien     | 2:12,49 min |
| 6     | Maria Ugolkova     | Schweiz        | 2:12,56 min |
| 7     | Dalma Sebestyén    | Ungarn         | 2:13,45 min |
| 8     | Katinka Hosszú     | Ungarn         | 2:14,37 min |

| Platz | Athletin                   | Land           | Zeit        |
| ----- | -------------------------- | -------------- | ----------- |
| 1     | Viktória Mihályvári-Farkas | Ungarn         | 4:37,56 min |
| 2     | Zsuzsanna Jakabos          | Ungarn         | 4:39,79 min |
| 3     | Freya Colbert              | Großbritannien | 4:40,06 min |
| 4     | Sara Franceschi            | Italien        | 4:40,91 min |
| 5     | Alba Vázquez               | Spanien        | 4:42,40 min |
| 6     | Ilaria Cusinato            | Italien        | 4:44,24 min |
| 7     | Katie Shanahan             | Großbritannien | 4:49,38 min |
| 7     | Zoe Vogelmann              | Deutschland    | 4:49,38 min |

#### Staffel
| Platz | Athletinnen                                                         | Land           | Zeit        |
| ----- | ------------------------------------------------------------------- | -------------- | ----------- |
| 1     | Lucy Hope Anna Hopkin Medi Harris Freya Anderson                    | Großbritannien | 3:36,47 min |
| 2     | Sarah Sjöström Louise Hansson Sara Junevik Sofia Åsted              | Schweden       | 3:37,29 min |
| 3     | Kim Busch Tessa Giele Valerie van Roon Marrit Steenbergen           | Niederlande    | 3:37,59 min |
| 4     | Chiara Tarantino Costanza Cocconcelli Sofia Morini Silvia Di Pietro | Italien        | 3:38,01 min |
| 5     | Nikolett Pádár Fanni Gyurinovics Petra Senánszky Dóra Molnár        | Ungarn         | 3:39,42 min |
| 6     | Mary-Ambre Moluh Marina Jehl Lucile Tessariol Béryl Gastaldello     | Frankreich     | 3:39,61 min |
| 7     | Carmen Weiler Lidón Muñoz África Zamorano Ainhoa Campabadal         | Spanien        | 3:41,06 min |
| 8     | Nele Schulze Angelina Köhler Josephine Tesch Chiara Klein           | Deutschland    | 3:43,92 min |

| Platz | Athletinnen                                                        | Land           | Zeit        |
| ----- | ------------------------------------------------------------------ | -------------- | ----------- |
| 1     | Imani de Jong Silke Holkenborg Janna van Kooten Marrit Steenbergen | Niederlande    | 7:54,07 min |
| 2     | Freya Colbert Lucy Hope Medi Harris Freya Anderson                 | Großbritannien | 7:54,73 min |
| 3     | Nikolett Pádár Katinka Hosszú Ajna Késely Minna Ábrahám            | Ungarn         | 7:55,73 min |
| 4     | Alice Mizzau Linda Caponi Noemi Cesarano Antonietta Cesarano       | Italien        | 7:58,83 min |
| 5     | Julia Mrozinski Zoe Vogelmann Chiara Klein Isabel Gose             | Deutschland    | 7:59,89 min |
| 6     | Lucile Tessariol Giulia Rossi-Bene Marina Jehl Océane Carnez       | Frankreich     | 8:01,82 min |
| 7     | Aleksandra Knop Wiktoria Guść Marta Klimek Aleksandra Polańska     | Polen          | 8:03,04 min |
| 8     | Sofia Åstedt Hanna Bergman Elvira Mörtstrand Alicia Lundblad       | Schweden       | 8:09,48 min |

| Platz | Athletinnen                                                          | Land           | Zeit        |
| ----- | -------------------------------------------------------------------- | -------------- | ----------- |
| 1     | Hanna Rosvall Sophie Hansson Louise Hansson Sarah Sjöström           | Schweden       | 3:55,25 min |
| 2     | Pauline Mahieu Charlotte Bonnet Marie Wattel Béryl Gastaldello       | Frankreich     | 3:56,36 min |
| 3     | Kira Toussaint Tes Schouten Maaike de Waard Marrit Steenbergen       | Niederlande    | 3:57,01 min |
| 4     | Margherita Panziera Benedetta Pilato Ilaria Bianchi Silvia Di Pietro | Italien        | 3:57,23 min |
| 5     | Medi Harris Kara Hanlon Keanna MacInnes Freya Anderson               | Großbritannien | 4:00,05 min |
| 6     | Paulina Peda Dominika Sztandera Julia Maik Aleksandra Polańska       | Polen          | 4:02,53 min |
| 7     | Nina Kost Lisa Mamié Julia Ullmann Maria Ugolkova                    | Schweiz        | 4:03,94 min |
| 8     | Johanna Roas Bente Fischer Angelina Köhler Nele Schulze              | Deutschland    | 4:05,60 min |

### Mixed

#### Staffel
| Platz | Athlet/-in                                                           | Land           | Zeit        |
| ----- | -------------------------------------------------------------------- | -------------- | ----------- |
| 1     | Maxime Grousset Charles Rihoux Charlotte Bonnet Marie Wattel         | Frankreich     | 3:22,80 min |
| 2     | Thomas Dean Matthew Richards Anna Hopkin Freya Anderson              | Großbritannien | 3:23,30 min |
| 3     | Björn Seeliger Robin Hanson Sarah Sjöström Louise Hansson            | Schweden       | 3:23,40 min |
| 4     | Lorenzo Zazzeri Alessandro Miressi Silvia Di Pietro Chiara Tarantino | Italien        | 3:23,62 min |
| 5     | Karol Ostrowski Kamil Sieradzki Anna Dowgiert Aleksandra Polańska    | Polen          | 3:25,73 min |
| 6     | Stan Pijnenburg Nyls Korstanje Tessa Giele Marrit Steenbergen        | Niederlande    | 3:26,08 min |
| 7     | Nándor Németh Szebasztián Szabó Nikolett Pádár Dóra Molnár           | Ungarn         | 3:26,54 min |
| 8     | Luis Domínguez Sergio de Celis Lidón Muñoz Carmen Weiler             | Spanien        | 3:27,52 min |

| Platz | Athlet/-in                                                                | Land           | Zeit        |
| ----- | ------------------------------------------------------------------------- | -------------- | ----------- |
| 1     | Thomas Dean Matthew Richards Freya Colbert Freya Anderson                 | Großbritannien | 7:28,16 min |
| 2     | Hadrien Salvan Wissam-Amazigh Yebba Charlotte Bonnet Lucile Tessariol     | Frankreich     | 7:29,25 min |
| 3     | Stefano Di Cola Matteo Ciampi Alice Mizzau Noemi Cesarano                 | Italien        | 7:31,85 min |
| 4     | Richárd Márton Dániel Mészáros Nikolett Pádár Minna Ábrahám               | Ungarn         | 7:34,55 min |
| 5     | Luc Kroon Stan Pijnenburg Imani de Jong Silke Holkenborg                  | Niederlande    | 7:34,68 min |
| 6     | Denis Loktev Bar Soloveychik Daria Golovati Anastasia Gorbenko            | Israel         | 7:38,45 min |
| 7     | Kamil Sieradzki Mateusz Chowaniec Aleksandra Knop Aleksandra Polańska     | Polen          | 7:41,29 min |
| 8     | Andreas Hansen Mikkel Gadgaard Marina Heller Hansen Caroline Wiuff Jensen | Dänemark       | 7:47,80 min |

| Platz | Athlet/-in                                                                  | Land           | Zeit        |
| ----- | --------------------------------------------------------------------------- | -------------- | ----------- |
| 1     | Kira Toussaint Arno Kamminga Nyls Korstanje Marrit Steenbergen              | Niederlande    | 3:41,73 min |
| 2     | Thomas Ceccon Nicolò Martinenghi Elena Di Liddo Silvia Di Pietro            | Italien        | 3:43,61 min |
| 3     | Medi Harris James Wilby Jacob Peters Anna Hopkin                            | Großbritannien | 3:44,69 min |
| 4     | Paulina Peda Dawid Wiekiera Jakub Majerski Aleksandra Polańska              | Polen          | 3:45,20 min |
| 5     | Ole Braunschweig Lucas Matzerath Angelina Köhler Nele Schulze               | Deutschland    | 3:46,54 min |
| 6     | Emma Terebo Antoine Viquerat Marie Wattel Charles Rihoux                    | Frankreich     | 3:46,77 min |
| 7     | Apostolos Christou Konstantinos Meretsolias Anna Doudounaki Theodora Drakou | Griechenland   | 3:47,44 min |
| 8     | Aviv Barzelay Kristian Pitshugin Ron Polonsky Anastasia Gorbenko            | Israel         | DSQ         |

## Freiwasserschwimmen

### Männer
| Platz | Athlet               | Land        | Zeit        |
| ----- | -------------------- | ----------- | ----------- |
| 1     | Gregorio Paltrinieri | Italien     | 52:13,5 min |
| 2     | Domenico Acerenza    | Italien     | 52:14,2 min |
| 3     | Marc-Antoine Olivier | Frankreich  | 52:20,8 min |
| 4     | Logan Fontaine       | Frankreich  | 52:21,3 min |
| 5     | Oliver Klemet        | Deutschland | 52:33,7 min |
| 6     | Kristóf Rasovszky    | Ungarn      | 52:34,0 min |
| 7     | Dávid Betlehem       | Ungarn      | 52:34,6 min |
| 8     | Marcello Guidi       | Italien     | 52:44,0 min |

| Platz | Athlet               | Land         | Zeit        |
| ----- | -------------------- | ------------ | ----------- |
| 1     | Domenico Acerenza    | Italien      | 1:50:33,6 h |
| 2     | Marc-Antoine Olivier | Frankreich   | 1:50:37,3 h |
| 3     | Logan Fontaine       | Frankreich   | 1:50:39,1 h |
| 4     | Matan Roditi         | Israel       | 1:50:56,6 h |
| 5     | Oliver Klemet        | Deutschland  | 1:51:04,8 h |
| 6     | Kristóf Rasovszky    | Ungarn       | 1:51:04,9 h |
| 7     | Gregorio Paltrinieri | Italien      | 1:51:12,7 h |
| 8     | Athanasios Kynigakis | Griechenland | 1:51:14,3 h |

25 km
Das 25-km-Rennen der Männer wurde aufgrund extremer Wetterbedingungen abgebrochen.

### Frauen
| Platz | Athletin              | Land        | Zeit        |
| ----- | --------------------- | ----------- | ----------- |
| 1     | Sharon van Rouwendaal | Niederlande | 56:58,7 min |
| 2     | María de Valdés       | Spanien     | 57:00,2 min |
| 3     | Giulia Gabbrielleschi | Italien     | 57:00,3 min |
| 4     | Angélica André        | Portugal    | 57:00,4 min |
| 5     | Leonie Beck           | Deutschland | 57:01,1 min |
| 6     | Aurélie Muller        | Frankreich  | 57:03,3 min |
| 7     | Lea Boy               | Deutschland | 57:06,2 min |
| 8     | Madelon Catteau       | Frankreich  | 57:22,6 min |

| Platz | Athletin              | Land        | Zeit        |
| ----- | --------------------- | ----------- | ----------- |
| 1     | Leonie Beck           | Deutschland | 2:01:13,4 h |
| 2     | Ginevra Taddeucci     | Italien     | 2:01:15,2 h |
| 3     | Angélica André        | Portugal    | 2:01:16,4 h |
| 4     | Sharon van Rouwendaal | Niederlande | 2:01:16,6 h |
| 5     | Rachele Bruni         | Italien     | 2:01:31,5 h |
| 6     | Anna Olasz            | Ungarn      | 2:01:33,4 h |
| 7     | Giulia Gabbrielleschi | Italien     | 2:02:09,3 h |
| 8     | Madelon Catteau       | Frankreich  | 2:02:17,7 h |

25 km
Das 25-km-Rennen der Frauen wurde aufgrund extremer Wetterbedingungen abgebrochen.

### Gemischtes Team
| Platz | Athletin                                                               | Land        | Zeit        |
| ----- | ---------------------------------------------------------------------- | ----------- | ----------- |
| 1     | Rachele Bruni Ginevra Taddeucci Gregorio Paltrinieri Domenico Acerenza | Italien     | 59:43,1 min |
| 2     | Réka Rohács Anna Olasz Dávid Betlehem Kristóf Rasovszky                | Ungarn      | 59:53,9 min |
| 3     | Madelon Catteau Aurélie Muller Axel Reymond Logan Fontaine             | Frankreich  | 1:00:08,3 h |
| 4     | María de Valdés Ángela Martínez Carlos Garach Guillem Pujol Belmont    | Spanien     | 1:00:24,6 h |
| 5     | Lea Boy Leonie Beck Linus Schwedler Oliver Klemet                      | Deutschland | 1:00:43,8   |

## Synchronschwimmen

### Frauen
| Platz | Athletinnen | Land           | Punkte  |
| ----- | --- | -------------- | ------- |
| 1     | Maryna Aleksijiwa, Wladyslawa Aleksijiwa, Olessja Derewjantschenko, Marta Fjedina, Weronika Hryschko, Sofija Mazijewska, Darija Moschynska, Anhelina Owtschynnikowa, Anastassija Schmonina, Walerija Tyschtschenko | Ukraine        | 95,2000 |
| 2     | Domiziana Cavanna, Linda Cerruti, Costanza Di Camillo, Costanza Ferro, Gemma Galli, Marta Iacoacci, Marta Murru, Enrica Piccoli, Federica Sala, Francesca Zunino                                                   | Italien        | 92,6667 |
| 3     | Zoi Agrafioti, Maria Alzigkouzi Kominea, Eleni Fragkaki, Krystalenia Gialama, Zoi Karangelou, Maria Karapanagiotou, Danai Kariori, Ifigeneia Krommydaki, Sofia Malkogeorgou, Andriana Misikevych                   | Griechenland   | 89,4000 |
| 4     | Kate Shortman, Isabelle Thorpe, Robyn Swatman, Laura Turberville, Millicent Costello, Cerys Hughes, Daisy Gunn, Daniella Lloyd, Isobel Blinkhorn, Isobel Davies                                                    | Großbritannien | 84,5000 |

| Platz | Athletin             | Land           | Punkte  |
| ----- | -------------------- | -------------- | ------- |
| 1     | Marta Fjedina        | Ukraine        | 92,6394 |
| 2     | Linda Cerruti        | Italien        | 90,8839 |
| 3     | Vasiliki Alexandri   | Österreich     | 90,0156 |
| 4     | Evangelia Platanioti | Griechenland   | 89,9965 |
| 5     | Kate Shortman        | Großbritannien | 85,0690 |
| 6     | Oriane Jaillardon    | Frankreich     | 84,6909 |
| 7     | Marlene Bojer        | Deutschland    | 81,9748 |
| 8     | Ilona Fahrni         | Schweiz        | 80,3979 |

| Platz | Athletinnen                                  | Land           | Punkte  |
| ----- | -------------------------------------------- | -------------- | ------- |
| 1     | Maryna Aleksijiwa Wladyslawa Aleksijiwa      | Ukraine        | 92,8538 |
| 2     | Anna-Maria Alexandri Eirini-Marina Alexandri | Österreich     | 91,9852 |
| 3     | Linda Cerruti Costanza Ferro                 | Italien        | 90,3577 |
| 4     | Sofia Malkogeorgou Evangelia Platanioti      | Griechenland   | 89,4669 |
| 5     | Bregje de Brouwer Marloes Steenbeek          | Niederlande    | 85,9743 |
| 6     | Shelly Bobritsky Ariel Nassee                | Israel         | 84,3681 |
| 7     | Kate Shortman Isabelle Thorpe                | Großbritannien | 84,2598 |
| 8     | Marlene Bojer Michelle Zimmer                | Deutschland    | 83,6096 |

| Platz | Athletinnen | Land         | Punkte  |
| ----- | --- | ------------ | ------- |
| 1     | Maryna Aleksijiwa, Wladyslawa Aleksijiwa, Olessja Derewjantschenko, Marta Fjedina, Weronika Hryschko, Anhelina Owtschynnikowa, Anastassija Schmonina, Walerija Tyschtschenko | Ukraine      | 92,5106 |
| 2     | Domiziana Cavanna, Linda Cerruti, Costanza Di Camillo, Costanza Ferro, Gemma Galli, Marta Iacoacci, Marta Murru, Enrica Piccoli                                              | Italien      | 90,3772 |
| 3     | Ambre Esnault, Laura Gonzalez, Mayssa Guermoud, Oriane Jaillardon, Maureen Jenkins, Romane Lunel, Eve Planeix, Charlotte Tremble                                             | Frankreich   | 88,0093 |
| 4     | Maria Alzigkouzi Kominea, Eleni Fragkaki, Krystalenia Gialama, Danai Kariori, Ifigeneia Krommydaki, Sofia Malkogeorgou, Andriana Misikevych, Maria Karapanagiotou            | Griechenland | 87,1274 |

| Platz | Athletin             | Land         | Punkte  |
| ----- | -------------------- | ------------ | ------- |
| 1     | Marta Fjedina        | Ukraine      | 94,6333 |
| 2     | Linda Cerruti        | Italien      | 92,1000 |
| 3     | Vasiliki Alexandri   | Österreich   | 91,8333 |
| 4     | Evangelia Platanioti | Griechenland | 90,6000 |
| 5     | Eve Planeix          | Frankreich   | 89,0333 |
| 6     | Marlene Bojer        | Deutschland  | 85,1667 |
| 7     | Polina Prikazchikova | Israel       | 83,8333 |
| 8     | Ilona Fahrni         | Schweiz      | 82,8000 |

| Platz | Athletinnen                                  | Land           | Punkte  |
| ----- | -------------------------------------------- | -------------- | ------- |
| 1     | Maryna Aleksijiwa Wladyslawa Aleksijiwa      | Ukraine        | 94,7333 |
| 2     | Anna-Maria Alexandri Eirini-Marina Alexandri | Österreich     | 93,0000 |
| 3     | Linda Cerruti Costanza Ferro                 | Italien        | 91,7000 |
| 4     | Sofia Malkogeorgou Evangelia Platanioti      | Griechenland   | 90,2667 |
| 5     | Bregje de Brouwer Marloes Steenbeek          | Niederlande    | 87,1667 |
| 6     | Shelly Bobritsky Ariel Nassee                | Israel         | 86,0333 |
| 7     | Kate Shortman Isabelle Thorpe                | Großbritannien | 84,9667 |
| 8     | Marlene Bojer Michelle Zimmer                | Deutschland    | 83.6337 |

| Platz | Athletinnen | Land         | Punkte  |
| ----- | --- | ------------ | ------- |
| 1     | Maryna Aleksijiwa, Wladyslawa Aleksijiwa, Olessja Derewjantschenko, Marta Fjedina, Weronika Hryschko, Anhelina Owtschynnikowa, Anastassija Schmonina, Walerija Tyschtschenko | Ukraine      | 94,1000 |
| 2     | Domiziana Cavanna, Linda Cerruti, Costanza Di Camillo, Costanza Ferro, Gemma Galli, Marta Iacoacci, Francesca Zunino, Enrica Piccoli                                         | Italien      | 92,667  |
| 3     | Camille Bravard, Ambre Esnault, Laura Gonzalez, Mayssa Guermoud, Maureen Jenkins, Eve Planeix, Charlotte Tremble, Mathilde Vigneres                                          | Frankreich   | 90,5667 |
| 4     | Maria Alzigkouzi Kominea, Eleni Fragkaki, Krystalenia Gialama, Danai Kariori, Ifigeneia Krommydaki, Sofia Malkogeorgou, Zoi Karangelou, Andriana Misikevych                  | Griechenland | 89,1333 |

### Männer
| Platz | Athletin              | Land    | Punkte  |
| ----- | --------------------- | ------- | ------- |
| 1     | Giorgio Minisini      | Italien | 85,7033 |
| 2     | Fernando Díaz del Río | Spanien | 79,4951 |
| 3     | Ivan Martinović       | Serbien | 58,8834 |

| Platz | Athletin              | Land       | Punkte  |
| ----- | --------------------- | ---------- | ------- |
| 1     | Giorgio Minisini      | Italien    | 88,4667 |
| 2     | Fernando Díaz del Río | Spanien    | 83,3333 |
| 3     | Quentin Rakotomalala  | Frankreich | 78,0000 |
| 4     | Ivan Martinović       | Serbien    | 68,5333 |

### Mixed
| Platz | Athlet/-in                         | Land     | Punkte  |
| ----- | ---------------------------------- | -------- | ------- |
| 1     | Giorgio Minisini Lucrezia Ruggiero | Italien  | 89,3679 |
| 2     | Pau Ribes Emma García              | Spanien  | 83,7548 |
| 3     | Jozef Solymosy Silvia Solymosyová  | Slowakei | 75.5914 |
| 4     | Renaud Barral Lisa Ingenito        | Belgien  | 73,5119 |

| Platz | Athlet/-in                         | Land        | Punkte  |
| ----- | ---------------------------------- | ----------- | ------- |
| 1     | Giorgio Minisini Lucrezia Ruggiero | Italien     | 89,7333 |
| 2     | Pau Ribes Emma García              | Spanien     | 84,7667 |
| 3     | Jozef Solymosy Silvia Solymosyová  | Slowakei    | 77,0333 |
| 4     | Frithjof Seidel Michelle Zimmer    | Deutschland | 74,7667 |

## Wasserspringen

### Männer
| Platz | Athlet                 | Land           | Punkte |
| ----- | ---------------------- | -------------- | ------ |
| 1     | Jack Laugher           | Großbritannien | 413,40 |
| 2     | Lorenzo Marsaglia      | Italien        | 396,25 |
| 3     | Giovanni Tocci         | Italien        | 386,20 |
| 4     | Moritz Wesemann        | Deutschland    | 379,00 |
| 5     | Jordan Houlden         | Großbritannien | 372,05 |
| 6     | Jules Bouyer           | Frankreich     | 365,60 |
| 7     | Stanislaw Olifertschyk | Ukraine        | 343,20 |
| 8     | Timo Barthel           | Deutschland    | 340,70 |

| Platz | Athlet            | Land           | Punkte |
| ----- | ----------------- | -------------- | ------ |
| 1     | Lorenzo Marsaglia | Italien        | 453,85 |
| 2     | Jordan Houlden    | Großbritannien | 428,55 |
| 3     | Giovanni Tocci    | Italien        | 392,70 |
| 4     | Guillaume Dutoit  | Schweiz        | 382,75 |
| 5     | Jack Laugher      | Großbritannien | 375,70 |
| 6     | Danylo Konowalow  | Ukraine        | 368,30 |
| 7     | Andrzej Rzeszutek | Polen          | 358,80 |
| 8     | Adrián Abadía     | Spanien        | 352,10 |

| Platz | Athlet                 | Land           | Punkte |
| ----- | ---------------------- | -------------- | ------ |
| 1     | Oleksij Sereda         | Ukraine        | 493,55 |
| 2     | Noah Williams          | Großbritannien | 459,00 |
| 3     | Ben Cutmore            | Großbritannien | 438,35 |
| 4     | Andreas Sargent Larsen | Italien        | 417,20 |
| 5     | Jewhen Naumenko        | Ukraine        | 406,65 |
| 6     | Jaden Eikermann        | Deutschland    | 397,50 |
| 7     | Timo Barthel           | Deutschland    | 375,60 |
| 8     | Robert Łukaszewicz     | Polen          | 344,25 |

| Platz | Athleten                              | Land           | Punkte |
| ----- | ------------------------------------- | -------------- | ------ |
| 1     | Anthony Harding Jack Laugher          | Großbritannien | 412,83 |
| 2     | Lorenzo Marsaglia Giovanni Tocci      | Italien        | 387,51 |
| 3     | Oleksandr Horschkowosow Oleh Kolodij  | Ukraine        | 384,39 |
| 4     | Guillaume Dutoit Jonathan Suckow      | Schweiz        | 367,83 |
| 5     | Timo Barthel Moritz Wesemann          | Deutschland    | 341,61 |
| 6     | Athanasios Tsirikos Nikolaos Molvalis | Griechenland   | 319,77 |
| 7     | Sandro Melikidse Tornike Onikaschwili | Georgien       | 312,45 |
| 8     | David Ekdahl Elias Petersen           | Schweden       | 310,89 |

| Platz | Athleten                              | Land           | Punkte |
| ----- | ------------------------------------- | -------------- | ------ |
| 1     | Ben Cutmore Kyle Kothari              | Großbritannien | 390,48 |
| 2     | Kirill Boljuch Oleksij Sereda         | Ukraine        | 388,02 |
| 3     | Timo Barthel Jaden Eikermann          | Deutschland    | 369,30 |
| 4     | Andreas Larsen Eduard Timbretti Gugiu | Italien        | 362,25 |
| 5     | Nikolaos Molvalis Athanasios Tsirikos | Griechenland   | 338,01 |
| 6     | Anton Knoll Dariush Lotfi             | Österreich     | 313,95 |

### Frauen
| Platz | Athletin          | Land           | Punkte |
| ----- | ----------------- | -------------- | ------ |
| 1     | Elena Bertocchi   | Italien        | 264,25 |
| 2     | Emma Gullstrand   | Schweden       | 259,65 |
| 3     | Chiara Pellacani  | Italien        | 259,05 |
| 4     | Jette Müller      | Deutschland    | 248,05 |
| 5     | Emilia Nilsson    | Schweden       | 243,90 |
| 6     | Yasmin Harper     | Großbritannien | 242,20 |
| 7     | Michelle Heimberg | Schweiz        | 240,45 |
| 8     | Daphne Wils       | Niederlande    | 235,75 |

| Platz | Athletin          | Land           | Punkte |
| ----- | ----------------- | -------------- | ------ |
| 1     | Chiara Pellacani  | Italien        | 318,75 |
| 2     | Michelle Heimberg | Schweiz        | 301,80 |
| 3     | Yasmin Harper     | Großbritannien | 296,20 |
| 4     | Tina Punzel       | Deutschland    | 277,65 |
| 5     | Clare Cryan       | Irland         | 268,35 |
| 6     | Emilia Nilsson    | Schweden       | 266,25 |
| 7     | Lauren Hallaselkä | Finnland       | 265,70 |
| 8     | Grace Reid        | Großbritannien | 259,80 |

| Platz | Athletin                  | Land           | Punkte |
| ----- | ------------------------- | -------------- | ------ |
| 1     | Andrea Spendolini-Sirieix | Großbritannien | 333,60 |
| 2     | Sofija Lyskun             | Ukraine        | 329,80 |
| 3     | Christina Wassen          | Deutschland    | 314,10 |
| 4     | Pauline Pfeif             | Deutschland    | 304,40 |
| 5     | Sarah Jodoin Di Maria     | Italien        | 301,40 |
| 6     | Lois Toulson              | Großbritannien | 295,70 |
| 7     | Tanya Watson              | Irland         | 286,55 |
| 8     | Else Praasterink          | Niederlande    | 282,60 |

| Platz | Athletinnen                         | Land           | Punkte |
| ----- | ----------------------------------- | -------------- | ------ |
| 1     | Lena Hentschel Tina Punzel          | Deutschland    | 281,16 |
| 2     | Elena Bertocchi Chiara Pellacani    | Italien        | 260,67 |
| 3     | Emilia Nilsson Elna Widerström      | Schweden       | 257,70 |
| 4     | Desharne Bent-Ashmeil Amy Rollinson | Großbritannien | 257,40 |
| 5     | Wiktorija Kessar Hanna Pysmenska    | Ukraine        | 245,79 |
| 6     | Jade Gillet Naïs Gillet             | Frankreich     | 230,04 |
| 7     | Madeline Coquoz Morgane Herculano   | Schweiz        | 219,99 |
| 8     | Eszter Kovács Estilla Mosena        | Ungarn         | 215,85 |

| Platz | Athletinnen                            | Land           | Punkte |
| ----- | -------------------------------------- | -------------- | ------ |
| 1     | Andrea Spendolini-Sirieix Lois Toulson | Großbritannien | 303,60 |
| 2     | Ksenija Bajlo Sofija Lyskun            | Ukraine        | 298,86 |
| 3     | Christina Wassen Elena Wassen          | Deutschland    | 289,86 |
| 4     | Elettra Neroni Maia Biginelli          | Italien        | 267,48 |

### Mixed
| Platz | Athlet/-in                              | Land           | Punkte |
| ----- | --------------------------------------- | -------------- | ------ |
| 1     | Lou Massenberg Tina Punzel              | Deutschland    | 294,69 |
| 2     | James Heatly Grace Reid                 | Großbritannien | 290,76 |
| 3     | Chiara Pellacani Matteo Santoro         | Italien        | 283,56 |
| 4     | Emilia Nilsson Garip Elias Petersen     | Schweden       | 283,50 |
| 5     | Madeline Coquoz Guillaume Dutoit        | Schweiz        | 273,36 |
| 6     | Wiktorija Kessar Stanislaw Olifertschyk | Ukraine        | 269,07 |
| 7     | Max Liñan Rocío Velázquez Roldán        | Spanien        | 259,92 |
| 8     | Jules Bouyer Naïs Gillet                | Frankreich     | 239,88 |

| Platz | Athlet/-in                                   | Land           | Punkte |
| ----- | -------------------------------------------- | -------------- | ------ |
| 1     | Kyle Kothari Lois Toulson                    | Großbritannien | 300,78 |
| 2     | Sofija Lyskun Oleksij Sereda                 | Ukraine        | 298,59 |
| 3     | Sarah Jodoin Di Maria Eduard Timbretti Gugiu | Italien        | 290,28 |
| 4     | Lou Massenberg Elena Wassen                  | Deutschland    | 278,58 |
| 5     | Valeria Antolino Carlos Camacho              | Spanien        | 255,30 |
| 6     | Jade Gillet Gary Hunt                        | Frankreich     | 212,70 |

### Team
| Platz | Athlet/-in                                                                           | Land           | Punkte |
| ----- | ------------------------------------------------------------------------------------ | -------------- | ------ |
| 1     | Eduard Timbretti Gugiu Sarah Jodoin Di Maria Andreas Sargent Larsen Chiara Pellacani | Italien        | 402,55 |
| 2     | Ksenija Bajlo Kirill Boljuch Wiktorija Kessar Danylo Konowalow                       | Ukraine        | 399,05 |
| 3     | James Heatly Noah Williams Andrea Spendolini-Sirieix Grace Reid                      | Großbritannien | 384,70 |
| 4     | Valeria Antolino Alberto Arévalo Carlos Camacho Rocío Velázquez Roldán               | Spanien        | 374,00 |
| 5     | Timo Barthel Elena Wassen Lou Massenberg Tina Punzel                                 | Deutschland    | 367,15 |
| 6     | Jules Bouyer Jade Gillet Naïs Gillet Gary Hunt                                       | Frankreich     | 317,15 |